# Fiestas de Primavera de Zaragoza
Zaragoza, como la mayoría de municipios de Aragón, tenía sus fiestas Mayores (las fiestas del Pilar) y sus fiestas menores (las de Primavera). No se sabe con certeza cuando comenzaron a realizarse, pero sí se tienen documentos gráficos desde 1900 en los que se pueden leer referencias a las festividades de abril.
Concretamente, en 1920, durante las Fiestas de Primavera de Zaragoza, se celebró un cross-country, organizado por la recién creada Federación de Entidades Deportivas, en el que venció un corredor conocido en aquellos tiempos llamado Dionisio Magén.
Pero poco a poco las Fiestas de Primavera se fueron convirtiendo en unas fiestas demasiado elitistas, en las que la mayoría de los actos eran privados y de pago, por lo que con el tardofranquismo terminaron prácticamente desapareciendo. Sin embargo quedan todavía imágenes de estas últimas épocas en las que se pueden ver a jóvenes en las carrozas del desfile famoso de la llamada Batalla de las Flores, lo que nos indica que hasta mediados de los años 70 seguían realizándose con gran éxito, pese a los pocos actos públicos que se organizaban.
Aún con todo, todavía se han mantenido determinadas actividades, como es la Feria de Primavera de la Plaza de Toros, que se sigue realizando con gran éxito y contando con los principales espadas del panorama nacional y el día de San Jorge, si bien la festividad de la Comunidad aragonesa ha dejado de ser un día de reivindicación social y política exclusivamente para ir convirtiéndose, cada día más, en un día festivo.
La tradición del día de San Jorge de ir a comer al parque, tanto las peñas como el resto de ciudadanos se ha extendido desde hace tiempo hasta el punto de que se ha convertido en la principal atracción de los jóvenes. En la actualidad, diversas Asociaciones y Peñas están trabajando duro para tratar de recuperar las fiestas de Primavera.
En 2010 se celebraron durante los días 22 a 25 de abril.
- Datos: Q5861819